# Maszal an-Na’imi
Maszal an-Na’imi, Mashel Al Naimi (arab. مشعل النعيمي, Mashʿal an-Naʿīmī; ur. 8 września 1983 w Dosze) – katarski motocyklista.

## Kariera
Maszal an-Na’imi w pełnym wymiarze ścigał się w MMŚ 2010 i 2011 (Moto2). Swój talent do ścigania wykuwał w zawodach wytrzymałościowych, tam, na motocyklu o pojemności 1000cm3, spędził aż 10 lat i został pierwszym zawodnikiem z Kataru, który wystartował w MotoGP.

## Statystyki
| Sezon | Klasa | Motocykl  | 1       | 2      | 3      | 4      | 5       | 6      | 7      | 8       | 9      | 10      | 11     | 12      | 13     | 14     | 15      | 16     | 17     | 18  | Poz | Pkt |
| ----- | ----- | --------- | ------- | ------ | ------ | ------ | ------- | ------ | ------ | ------- | ------ | ------- | ------ | ------- | ------ | ------ | ------- | ------ | ------ | --- | --- | --- |
| 2010  | Moto2 | BQR-Moto2 | QAT 31  | SPA 34 | FRA 28 | ITA    | GBR     | NED 31 | CAT 26 | GER Ret | CZE 30 | IND Ret | RSM 27 | ARA Ret | JPN 28 | MAL 29 | AUS Ret | POR 29 | VAL 32 |     | NS  | 0   |
| 2011  | Moto2 | Moriwaki  | QAT Ret | SPA 33 | POR 28 | FRA 31 | CAT Ret | GBR 24 | NED 25 | ITA 31  | GER 30 | CZE 30  | IND 35 | RSM 30  | ARA 32 | JPN 29 | AUS 28  | MAL 24 | VAL 27 |     | NS  | 0   |
| 2014  | Moto2 | Speed Up  | QAT Ret | AME    | ARG    | SPA    | FRA     | ITA    | CAT    | NED     | GER    | IND     | CZE    | GBR     | RSM    | ARA    | JPN     | AUS    | MAL    | VAL | NS  | 0   |